# Åsgårdstrand
Åsgårdstrand é uma localidade da província de Vestfold na região de Østlandet, Noruega. A 1 de janeiro de 2017 tinha uma população estimada de 3.091 habitantes.
Encontra-se localizada ao sudeste do país, a pouca distância ao sul de Oslo, ao oeste da fronteira com a Suécia, e junto à costa ocidental do fiorde de Oslo.